# ラ・サール (ドック型輸送揚陸艦)
| USS LaSalle |                                            |
| 艦歴        |                                            |
| 発注        | 1960年8月8日                               |
| 起工        | 1962年4月2日                               |
| 進水        | 1963年8月3日                               |
| 就役        | 1964年2月22日                              |
| 退役        | 2005年5月27日 2007年4月11日 標的として処分 |
| 母港        | イタリア、ガエータ                         |
| 性能諸元    |                                            |
| 排水量      | 軽荷排水量：9,559 t 満載排水量：13,634 t   |
| 長さ        | 全長:522 ft (159 m) 水線長：500 ft (152 m) |
| 幅          | 全幅：107 ft (33 m) 水線長：84 ft (26 m)   |
| 吃水        | 最大：22 ft (6.7 m) 限界：23 ft (7.0 m)    |
| 最大速度    | 23 ノット (43 km/h)                        |
| 乗員        | 士官72名、兵員593名                        |
| 兵装        | 50口径3インチ (76 mm) 砲 8門               |
| 艦載機      | ヘリコプター 6機                           |

ラ・サール (USS La Salle, LPD-3/AGF-3) は、アメリカ海軍のドック型輸送揚陸艦/指揮艦。ローリー級の3番艦。艦名はイリノイ州のラ・サール郡に因んで名付けられた。同名の艦としては二隻目。1972年に改造を受けて指揮艦となり、中東部隊の旗艦などを務めた。

## 艦歴
ラ・サールは1962年4月2日にニューヨーク州ブルックリンのニューヨーク海軍造船所で起工された。1963年8月3日にヴィクター・F・ロングストリート夫人によって命名され、初代艦長エドワード・H・ウィンズロー大佐の指揮下1964年2月22日に就役した。
カリブ海での慣熟訓練の後、バージニア州ノーフォークを出航したラ・サールは10月9日にスチール・パイク・ワン作戦に参加する。アメリカ海軍とスペイン海軍合同の80隻以上が参加する複合演習であった。10月26日にスペインのウェルバに寄港し、海軍省長官ポール・B・フェイ、海軍作戦副部長ホレーショ・リベロ、海兵隊司令官ウォーレス・N・グリーン、下院軍事委員会議長メンデル・リヴァースが乗艦し作戦を視察した。
演習は11月4日に終了し、ラ・サールはイタリアのナポリでNATOの上陸演習に参加するため第6艦隊に加わった。同艦は1963年3月13日にノーフォークに帰港する。5月1日からはカリブ海での演習に出撃し、7月1日に帰港している。
1966年頃は、アメリカ東海岸付近で作戦行動を行っている。また、1966年11月3日には、アセンション島近海でジェミニ2号の試験カプセルの回収を行っている。1967年には、整備のためにノーフォークの工廠へ長期入渠している。1968年11月には第6艦隊への配属のため、地中海に移動した。
1972年、補助指揮艦（AGF-3）に艦種変更され、更にフィラデルフィア工廠にて正規指揮艦としての改装工事を受ける。改装後、中東部隊旗艦に就役。
1979年にはイラン革命に伴う混乱により同国から脱出する260名のアメリカ市民を支援するため、バンダル・アッバースで行動している。1980年には、ノーフォークでのオーバーホールのためにアメリカ本国へ帰国するが、1983年には中東の部隊の指揮を取るためにアラビア海へ派遣される。1986年には、南イエメン内戦に伴い、紅海で行動している。1987年5月のスターク誤爆事件の際は、救出艦として同艦を支援している。1990年の湾岸危機の際は、多国籍軍の海上部隊の調整を行っている。その後改装を受け、1994年11月からは米第6艦隊旗艦となった。
また、2004年夏季オリンピックの際は、ギリシア水域のNATO軍の調整を行っている。2005年2月25日に、第6艦隊旗艦任務をマウント・ホイットニーに譲り、5月27日に退役した。
ラ・サールはその後は予備艦として保管されていたが、2007年4月11日、大西洋艦隊の演習に際し実弾射撃目標とされ、撃沈処分となった。

## “偉大なる白船”

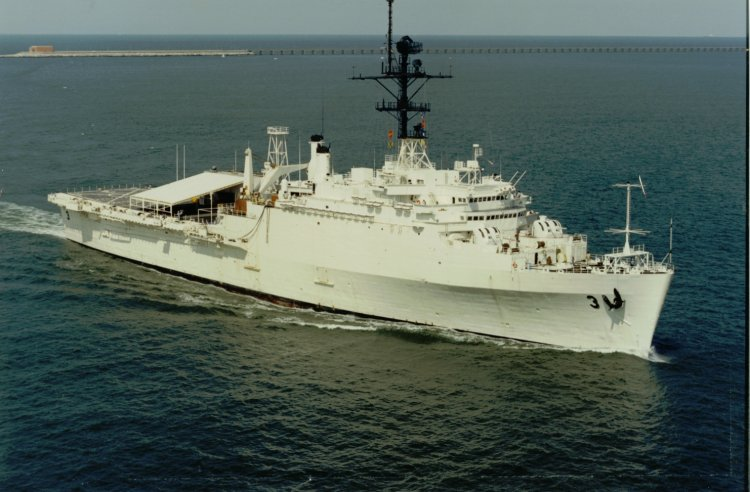
中東派遣部隊旗艦時代のラ・サール

ラ・サールは中東部隊の旗艦に就役した際に識別のために艦全体を白く塗装しており、各国の実戦軍艦の中でも特異な「白い軍艦」として有名な存在でもあった。
1907年、セオドア・ルーズベルト大統領の命により世界一周航海を行ってアメリカの威容を世界各国に示した、当時の大西洋艦隊が「Great White Fleet（グレート・ホワイト・フリート）」と形容されたことに因み、中東部隊旗艦としてアラビア海に派遣されていた際には“The Great White Ghost of the Arabian Coast”と通称されたが、その白く目立つ船体は中東派遣部隊の将兵には“Great White Target”と自嘲されていた。これは、ペルシャ湾でイラク軍機による対艦ミサイル攻撃が頻発する中、ラ・サールの防御兵装が旧式の3インチ両用速射砲しかないことを皮肉ったものであった。